# کیرشهایم بای مونشن
کیرشهایم بای مونشن (به آلمانی: Kirchheim bei München) یک شهر در آلمان است که در منطقه مونیخ واقع شده‌است.

## خصوصیات
کیرشهایم بای مونشن ۱۵٫۵۱ کیلومترمربع مساحت دارد ۵۱۱ متر بالاتر از سطح دریا واقع شده‌است.